# Croton michauxii
Espèce
Croton michauxii est une espèce de plantes à fleurs du genre Croton et de la famille des Euphorbiaceae présente au centre et au sud-est des États-Unis.
Il a pour synonymes :
- Crotonopsis abnormis, Baill.
- Crotonopsis argentea, Pursh
- Crotonopsis argentea forma abnormis, (Baill.) Müll.Arg.
- Crotonopsis argentea var. linearis, (Michx.) Pursh
- Crotonopsis argenteus var. elliptica, Pursh
- Crotonopsis linearis, Michx.
- Crotonopsis spinosa, Nash
- Friesia argentea, (Pursh) Spreng.
- Leptemon lineare, (Michx.) Raf.